# 일론 머스크 (책)
일론 머스크는 미국의 사업가이자 스페이스X / 테슬라 CEO인 일론 머스크의 공인 전기다. 이 책은 벤저민 프랭클린, 알베르트 아인슈타인, 스티브 잡스, 레오나르도 다빈치의 베스트셀러 전기를 집필한 CNN, 타임, 아스펜 연구소 의 전 임원이었던 월터 아이작슨이 집필했다. 이 책은 Simon & Schuster 에서 2023년 9월 12일에 출판했다.

## 상세
일론 머스크는 2021년 8월 아이작슨이 자신의 전기를 쓰는 과정에 있다고 처음 발표했다. 그는 아이작슨이 "지금까지 며칠 동안" 자신을 미행했다고 밝혔다.
아이작슨은 이후 2년 동안 머스크를 따라다니며 스페이스X와 테슬라 공장을 방문하고 이사회에 참석했다. 이 책은 머스크와 그의 가족, 친구, 동료, 적대자들과의 수시간에 걸친 인터뷰의 결과다.
아이작슨은 머스크가 "드라마에 중독됐다"고 쓰고 있다. 머스크가 트위터를 인수하고 새로운 AI 회사를 운영하기로 결정했을 때 그가 참석했다. 머스크는 우크라이나 장관 미하일로 페도로프의 메시지를 공유하기도 했고, 일부는 책에 포함됐다. 아이작슨은 이후 인터뷰에서 "엘론은 매우 수은적이지만, 그는 내게 책에 어떤 것도 넣지 말라고 말한 적이 없다"고 말했다.

## 내용
책의 내용 중에는 머스크가 러시아의 우크라이나 침공 당시인 2022년 스타링크에 우크라이나 드론에 대한 접근을 무력화하도록 명령해 크림반도에서 러시아 군함 공격을 저지했다는 내용도 포함돼 있다.  그러나 머스크는 이 지역의 위성이 켜지지 않았고, 활성화하지 않기로 선택했다며 혐의를 부인했다.

## 평가
출간을 앞두고 아마존 베스트셀러 1위에 올랐다.
뉴욕 타임즈 비평가 제니퍼 잘라이는 "아이작슨은 집착의 환자 연대기 작가이며 머스크의 경우 때때로 너무 인내심이 많은 것처럼 보일 수 있다"고 평했다.
로스앤젤레스 타임스의 브라이언 머천트는 아이작슨의 위대한 남자 전기 형식은 지극히 시대에 뒤떨어진 것이라고 비판하고 머스크를 "유쾌하지만 훌륭한 세계를 움직이는 사람"이라고 집요하게 날조하는 것을 문제 삼으며, "작가는 매력적이지 않은 개인적인 일화를 밝혀내고, 잔인할 수 있는 주체의 능력에 대한 이야기를 나눌 것이다. 그 대가로, 그 주체의 위대함은 가정으로 다뤄질 것이다"라고 평했다.
가디언지의 게리 슈틴가트는 이 책을 "멍청하고 통찰력이 없는 도어스탑"이라고 불렀고, "나는 아이작슨의 판단을 낮게 평가했다. 백신에 회의적인 조 로건은 "지식이 풍부하다."고 썼다.
복스의 콘스탄스 그래디도 이 책을 비판했다. 이 책은 "엄격하게 보고서를 작성한 책"이며, "아이작슨의 보고서는 엄격하고 완고하다"고 썼지만, 평론가는 이 책이 "모두 잘못된 질문을 한다"고 언급했다.
'뉴요커'지의 '질 레포어'는, "새로운 전기는, 지구상의 거의 어떤 사람들보다도 더 많은 권력을 행사하면서도, 인간성 자체와는 거리가 멀어 보이는 한 남자를 묘사하고 있다"고 쓰고 있다. 평론가는, 이 책의 결말에 주목하면서, 이 책이 "읽어야 할 혼란스러운 것"이라고 말하고 있다.

"때때로 위대한 혁신가들은 배변 훈련에 저항하는 위험을 추구하는 남자 아이들입니다"라고 아이작슨은 머스크의 삶의 마지막 대사에서 끝을 맺는다. "그들은 무모할 수 있고, 움츠러들 수 있고, 때로는 심지어 독성이 있을 수 있습니다. 그들은 또한 미쳤을 수 있습니다. 그들이 세상을 바꿀 수 있다고 생각할 만큼 충분히 미쳤습니다." 